# Frederic Alfonso i Orfila
Frederic Alfonso i Orfila (Barcelona, 21 de noviembre de 1913 - ibíd., 25 de abril de 1991) fue un poeta español en lengua catalana. Hijo de dos profesores de la escuela municipal de música de Barcelona (Frederic Alfonso y Margarida Orfila), estudió Derecho y se dedicó a la Administración Pública y a la enseñanza. Escribió varios libros, algunos de los cuales fueron premiados. Colaboró habitualmente en medios de comunicación y en revistas científicas y culturales, como, La Publicitat, La Venda, Catalunya, El Matí, Tele/Estel, Avui y El Noticiero Universal. Estuvo muy vinculado a la localidad de Sentmenat, donde una biblioteca de la red pública de la Diputación barcelonesa, lleva su nombre.

## Obras
Poesía
- Esclats. Esperança (Juegos Florales de Barcelona de 1932)[5]
- Càntis d'esperança (Juegos Florales de Barcelona de 1933)[5]
- Dos sonets (Juegos Florales de Barcelona de 1934)[5]
- Clarors mediterrànies (1936)
- Infant (1938)
- Poemes (1947)

Descripción y viajes
- La vida de Sentmenat, vista per un poeta i un pintor (1983)

## Premios literarios
- Flor Natural, Juegos Florales de Gerona, 1956[6]
- Premio de la Sociedad "Casino Figuerense", Juegos Florales, 1961, por la obra Sonets de la llar[7]
- Premio Ciudad de Barcelona, 1974, por la obra Sonets bíblics i altres memòries
- Premio Ciudad de Mahón de poesía, 1975
- Premi Ciutat d'Olot-Guerau de Liost de poesia i prosa poètica, durante tres años consecutivos (1976, 1977 y 1978)